# Station Den Haag Hollands Spoor
Den Haag Hollands Spoor (Den Haag HS) är en av de stora järnvägsstationerna i Haag, Nederländerna. Stationen används av Nederlandse Spoorwegen (järnväg) och Haagsche Tramweg Maatschappij.

## Tåg från denna station
- NS Hispeed Intercity 1200 mot Rotterdam C, Roosendaal, Antwerpen och Bryssel.
- NS Reizigers Interscity 1400 Utrecht - Amsterdam - Schiphol - Hollands Spoor - Rotterdam Centraal (Anslutning till Nachtnet till/från Eindhoven från Utrecht/Rotterdam)
- Intercity 1900 Den Haag Centraal - Hollands Spoor - Rotterdam - Breda - Eindhoven - Venlo (stannar på alla stationer mellan Deurne och Venlo)
- IC 2200 Amsterdam - Leiden - Hollands Spoor - Rotterdam - Dordrecht
- Intercity 2600 Lelystad - Amsterdam - Schiphol - Leiden - Haag - Rotterdam - Vlissingen
- Sprinter 5100 Haag- Delft - Rotterdam - Dordrecht - Roosendaal
- Intercity 12600 Vlissingen - Roosendaal - Dordrecht - Rotterdam Centraal - Haag - Schiphol - Amsterdam C - Lelystad Centrum - Zwolle - Leeuwarden - Groningen

## Spårvagnar från stationen
- Linje 1 Scheveningen Noorderstrand - Delft
- linje 9 Scheveningen Noorderstrand - Vrederust De Dreef
- Linje 11 Scheveningen Haven (Strandweg) - Station Hollands Spoor - Rijswijksplein
- Linje 12 Duindorp Markenseplein - Station Hollands Spoor - Rijswijksplein
- Linje 16 Centraal Station - Centrum - Station Hollands Spoor - Station Moerwijk - Lage Wald - Wateringen Dorpskade
- Linje 17 Statenkwartier Van Boerzelaerlaan - Centraal Station - Rijswijk Station - Eiklelenburg - Wateringen Dorpskade